# مخازن سیال

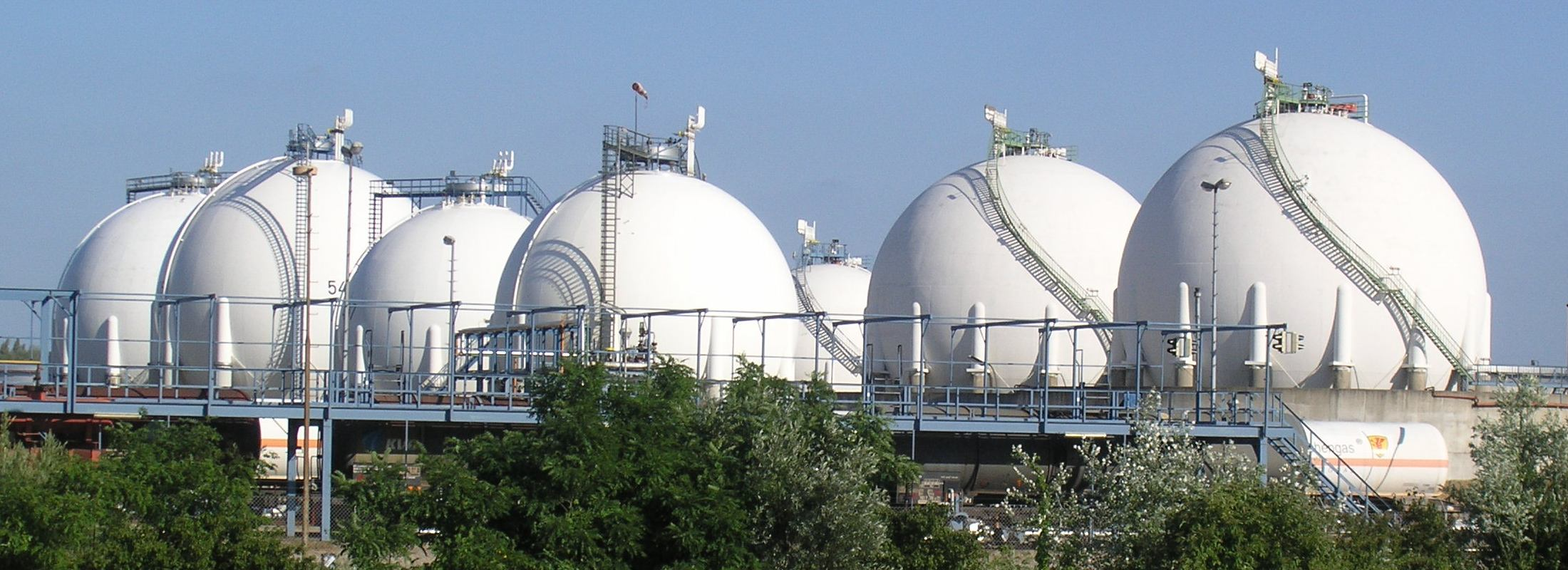
مخازن کروی در یک پالایشگاه

مخازن ذخیره (به انگلیسی: Storage tank) به سازه‌هایی اشاره می‌کند که برای نگهداری انواع مایعات در فشار اتمسفر «مخازن اتمسفریک» یا انواع مایعات و علی‌الخصوص گازهای بالاتر از فشار اتمسفر، «مخازن تحت فشار» (به انگلیسی: pressure vessel)، مورد استفاده قرار می‌گیرند. این تعریف در اغلب کشورها شامل مخازن طبیعی مانند حوضچه‌ها و تالاب‌ها نمی‌شود و تنها به مخازن ساخته شده توسط بشر گفته می‌شود.
مخازن ذخیره اتمسفریک اغلب به شکل استوانه عمودی یا افقی با کف تخت یا مخروطی یا شیب‌دار و سقف ثابت (به انگلیسی: Fixed Roof) یا شناور (به انگلیسی: Floating Roof) طراحی می‌شود. این مخازن به دو دسته زیرزمینی (به انگلیسی: underground storage tanks) و روزمینی (به انگلیسی: Above-ground storage tanks) تقسیم می‌شود.
مخازن ذخیره اتمسفریک روزمینی اغلب برای ذخیره سیالاتی مانند: بنزین، آب، مواد شیمیایی، سیالات خطرناک و خورنده کاربرد دارد که بر اساس استانداردهای سختگیرانه صنعتی طراحی می‌شود.
یکی از استانداردهای مورد استفاده متداول برای طراحی و ساخت این مخازن API 650 می‌باشد که توسط مؤسسه نفت آمریکا تدوین شده‌است.

## اجزای اصلی

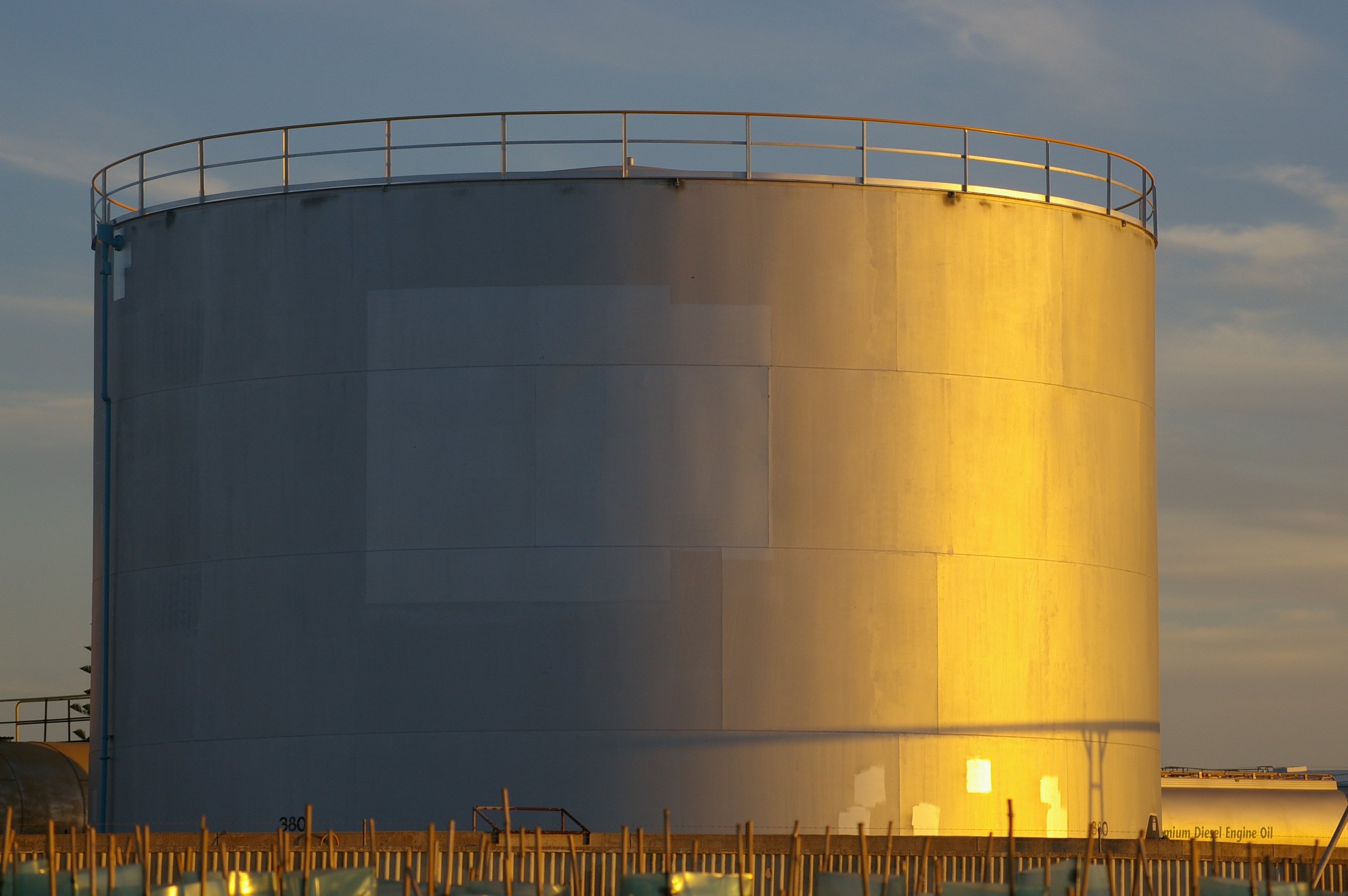
مخزن ذخیره سوخت استوانه‌ای با سقف ثابت و سقف شناور داخلی، به ظرفیت ۲ میلیون لیتر

یک مخزن ذخیره استوانه‌ای معمولاً شامل اجزا زیر خواهد بود:
1. بخش محیطی کف (به انگلیسی: Annular Plate)
2. بخش کف (به انگلیسی: Bottom Plate)
3. بخش سقف (به انگلیسی: Roof Plate)
4. بخش راه‌پله (به انگلیسی: Stair Case)
5. بخش نبشی فوقانی (به انگلیسی: Top Angle)

و در مخازن بزرگ اجزا زیر نیز تعبیه خواهد شد:
1. بخش سازه نگهدارنده سقف (به انگلیسی: Roof Structure)
2. بخش بادگیر (به انگلیسی: Wind Grinder)